# 安迪·斯洛特
安迪·斯洛特（Andy Slaughter，1960年9月29日—）是一位英格蘭政治人物，他在1983年加入工黨。自2010年開始，他擔任哈默史密斯選區選出的英國下議院議員。